# Kelvin Graham
Kelvin John Graham (27 de abril de 1964) es un deportista australiano que compitió en piragüismo en la modalidad de aguas tranquilas.
Participó en dos Juegos Olímpicos de Verano, en los años 1988 y 1992, obteniendo en total dos medallas de bronce: en Seúl 1988 en la prueba de K2 1000 m y en Barcelona 1992 en la prueba de K4 1000 m.

## Palmarés internacional
| Juegos Olímpicos | Juegos Olímpicos     | Juegos Olímpicos  | Juegos Olímpicos |
| Año              | Lugar                | Medalla           | Competición      |
| ---------------- | -------------------- | ----------------- | ---------------- |
| 1988             | Seúl (Corea del Sur) | Medalla de bronce | K2 1000 m        |
| 1992             | Barcelona (España)   | Medalla de bronce | K4 1000 m        |